# Festival de télévision de Monte-Carlo 2021
 (février 2025).
Si vous disposez d'ouvrages ou d'articles de référence ou si vous connaissez des sites web de qualité traitant du thème abordé ici, merci de compléter l'article en donnant les références utiles à sa vérifiabilité et en les liant à la section « Notes et références ».
Le Festival de télévision de Monte-Carlo 2021, 60e édition du festival, s'est déroulé du 18 au 22 juin 2021.

## Palmarès

### Fiction
- Meilleur Film : Uncle Frank,  États-Unis
- Meilleure Série : It's A Sin,  Royaume-Uni
- Meilleure Création : Uncle Frank,  États-Unis
- Meilleure Actrice : Lydia West dans It's A Sin,  Royaume-Uni
- Meilleur Acteur : Paul Bettany dans Uncle Frank,  États-Unis
- Prix Spécial du Jury : Piece of My Heart, Finlande

### Actualités
- Meilleur Reportage d'Actualités : ITV News - Inside US Capitol,  Royaume-Uni
- Meilleur Grand Reportage d'Actualités : The Diagnosis : COVID-19, Portugal
- Meilleur Film Documentaire : Citoyen Nobel,  Suisse
- Prix Spécial du Jury : Dying to Divorce,  Royaume-Uni,  Norvège  Allemagne  Turquie

### Prix Spécial Prince Rainier III
- Now, Allemagne

### Prix Spéciaux
- Prix AMADE : The Baby Stealers,  Royaume-Uni
- Prix de la Croix-Rouge Monégasque : Yemen: Coronavirus in a warzone,  Royaume-Uni
- Prix PeaceJam : Bella Da Morire,  Italie